# J-201反坦克导弹
J-201反坦克导彈是中國研製的第一代反坦克导弹，是一种手动操作有线制导便携式反坦克导弹。虽然设计定型，但是没有列入中国人民解放军制式装备。

## 研制历史
中国研制反坦克导弹武器始于1950年代末。1958年，军委常规兵器专业组将反坦克导弹的研制任务纳入发展规划。军械科学研究所、北京工业学院、三机部三所分别开始收集资料和方案论证。
1960年11月，炮兵科学技术研究院一所开始研制反坦克导弹。1962年2月获得国防科委批准，反坦克导弹研制正式上马，代号“J-201”。1963年11月，国防科委正式批准列为国家项目。总设计师是王昌仁，副总设计师是曹翟、赵家铮、朱列旦。由于中国在反坦克导弹研制方面刚刚起步，曾经从苏联引进过导弹的相关技术并没有包括反坦克导弹，因获得西德的“柯布拉”反坦克导弹勤务指南，以其结构与性能参数为主要参照提出总体方案，这是J-201反坦克导弹酷似“柯布拉”反坦克导弹的原因。1963年，曹刚川等从苏联列宁格勒炮兵工程学院留学毕业，带回了苏联3M6 (AT-1) 反坦克导弹的教材和使用说明，对于理解反坦克导弹的原理、结构和采用有线制导的方案有参考价值。
1964年12月18日，第一次有控飞行试验。1969年9月24日“823会战”指挥部决定，J-201反坦克导弹在改进操作、命中率提高到70%以上，并解决自炸后，可生产一小批交部队使用，并要求1969年底完成设计定型。1969年12月设计定型试验开始，1970年5月完成补充定型试验，达到了战术技术指标，穿甲威力在65度角时达120毫米，射程400-2000米。1971年5～7月在三个军区进行了部队试用。1973年1月总参、总后联合批复设计定型。后在部队试用后经过修改发展出称为“J-202”的改良型。
但是该型导弹没有列入中国军队装备，也没有大批量生产。主要原因是当J-201定型之时，“红箭”-73反坦克导弹（仿制苏联“赛格”反坦克导弹）项目已经展开，“红箭”-73的性能与技术水平占优在竞争中胜出。